# Administration Xi-Li Qiang
République populaire de Chine
Administration Xi-Li 
L’administration Xi-Li Qiang est le nom donné à la direction de la 6e génération de dirigeants de la RPC et qui succède à dix ans de pouvoir entre Xi Jinping et Li Keqiang, après le 20e congrès national du Parti communiste en octobre 2022.
La 6e génération des dirigeants désigne les personnes nées après 1959, qui compose la majorité de l'administration, censée poursuivre l'héritage de Xi Jinping, mais néanmoins ce dernier a consolidé son pouvoir personnel au sein du parti.
Malgré la pertinence d'évoquer une 6e génération, certains ministres ou dirigeants du parti issus de la 5e génération restent en poste, malgré le renouvellement, grâce à la suppression de la règle non-écrite de limite d'âge par Xi Jinping.

## Historique
Lors de la 1ère session de la XIVe législature de l'Assemblée nationale populaire en mars 2023, Li Qiang est nommé par Xi Jinping pour remplacer Li Keqiang à la fonction de Premier ministre, avec l'approbation de l'Assemblée.
Li Qiang est le premier Premier ministre, depuis l'ère de Mao Zedong, à être nommé à cette fonction sans avoir été auparavant vice-Premier ministre.
Selon la Constitution chinoise, le président nomme le Premier ministre, et le Premier ministre nomme à son tour les vice-premiers ministres, les conseillers d'État et les ministres. Les nominations sont approuvées par un vote de l'Assemblée.
Le 24 octobre 2023, la CCTV annonce que Li Shangfu a été démis de ses fonctions de conseiller d’État et de ministre de la Défense par décision du comité permanent de l’Assemblée nationale populaire, et confirme que Qin Gang – écarté de ses fonctions de ministre des Affaires étrangères en juillet 2023 – n'est également plus conseiller d'État. En décembre 2023, Dong Jun devient le nouveau ministre de la Défense. Par ailleurs, le ministre des Finances Liu Kun (en) est remplacé par Lan Foan (en), et le ministre des Sciences et Technologies Wang Zhigang (en) est remplacé par Yin Hejun (en).

## Composition

### Premier ministre
| Portrait | Fonction         | Nom | Nom      | Parti |
| -------- | ---------------- | --- | -------- | ----- |
|          | Premier ministre |     | Li Qiang | PCC   |

### Vice-Premiers ministres
| Portrait | Fonction                  | Nom | Nom           | Parti |
| -------- | ------------------------- | --- | ------------- | ----- |
|          | 1er vice-Premier ministre |     | Ding Xuexiang | PCC   |
|          | 2e vice-Premier ministre  |     | He Lifeng     | PCC   |
|          | 3e vice-Premier ministre  |     | Zhang Guoqing | PCC   |
|          | 4e vice-Premier ministre  |     | Liu Guozhong  | PCC   |

### Conseillers d'État
| Portrait | Fonction                                        | Nom | Nom                                   | Parti |
| -------- | ----------------------------------------------- | --- | ------------------------------------- | ----- |
|          | Conseiller d'État                               |     | Li Shangfu (jusqu'au 24 octobre 2023) | PCC   |
|          | Conseiller d'État                               |     | Wang Xiaohong                         | PCC   |
|          | Conseiller d'État, secrétaire du Conseil d'État |     | Wu Zhenglong (en)                     | PCC   |
|          | Conseiller d'État                               |     | Shen Yiqin (en)                       | PCC   |
|          | Conseiller d'État                               |     | Qin Gang (jusqu'au 24 octobre 2023)   | PCC   |

### Ministres
| Portrait | Fonction                                                             | Nom | Nom                                          | Parti             |
| -------- | -------------------------------------------------------------------- | --- | -------------------------------------------- | ----------------- |
|          | Ministre des Affaires étrangères                                     |     | Qin Gang (jusqu'au 25 juillet 2023)          | PCC               |
|          | Ministre des Affaires étrangères                                     |     | Wang Yi                                      | PCC               |
|          | Ministre de la Défense nationale                                     |     | Li Shangfu (jusqu'au 24 octobre 2023)        | PCC               |
|          | Ministre de la Défense nationale                                     |     | Dong Jun                                     | PCC               |
|          | Ministre de la Commission nationale du Développement et des Réformes |     | Zheng Shanjie (en)                           | PCC               |
|          | Ministre de l'Éducation                                              |     | Huai Jinpeng (en)                            | PCC               |
|          | Ministre des Sciences et Technologies                                |     | Wang Zhigang (en) (jusqu'au 24 octobre 2023) | PCC               |
|          | Ministre des Sciences et Technologies                                |     | Yin Hejun (en) (à partir du 24 octobre 2023) | PCC               |
|          | Ministre de l'Industrie et des Technologies de l'information         |     | Jin Zhuanglong (en)                          | PCC               |
|          | Président de la Commission des affaires ethniques d'État             |     | Pan Yue (en)                                 | PCC               |
|          | Ministre de la Sécurité publique                                     |     | Wang Xiaohong                                | PCC               |
|          | Ministre de la Sécurité de l'État                                    |     | Chen Yixin (en)                              | PCC               |
|          | Ministre des Affaires civiles                                        |     | Tang Dengjie (en)                            | PCC               |
|          | Ministre de la Justice                                               |     | He Rong (en)                                 | PCC               |
|          | Ministre des Finances                                                |     | Liu Kun (en) (jusqu'au 24 octobre 2023)      | PCC               |
|          | Ministre des Finances                                                |     | Lan Foan (en) (à partir du 24 octobre 2023)  | PCC               |
|          | Ministre des Ressources humaines et de la Sécurité sociale           |     | Wang Xiaoping (en)                           | PCC               |
|          | Ministre des Ressources naturelles                                   |     | Wang Guanghua (en)                           | PCC               |
|          | Ministre de l'Écologie et de l'Environnement                         |     | Huang Runqiu (en)                            | Société de Jiusan |
|          | Ministre de l'Habitation et du Développement urbain et rural         |     | Ni Hong (en)                                 | PCC               |
|          | Ministre des Transports                                              |     | Li Xiaopeng                                  | PCC               |
|          | Ministre des Ressources hydrauliques                                 |     | Li Guoying (en)                              | PCC               |
|          | Ministre de l’Agriculture et des Affaires rurales                    |     | Tang Renjian (en)                            | PCC               |
|          | Ministre du Commerce                                                 |     | Wang Wentao (en)                             | PCC               |
|          | Ministre de la Culture et du Tourisme                                |     | Hu Heping (en)                               | PCC               |
|          | Commission nationale de la Santé (ex-Ministère de la Santé)          |     | Ma Xiaowei (en)                              | PCC               |
|          | Ministre des Affaires des vétérans                                   |     | Pei Jinjia (en)                              | PCC               |
|          | Ministre de la Gestion d'urgences                                    |     | Wang Xiangxi (en)                            | PCC               |
|          | Gouverneur de la Banque populaire de Chine                           |     | Yi Gang (en)                                 | PCC               |
|          | Auditeur général du Bureau national de l'Audit                       |     | Hou Kai (zh)                                 | PCC               |